# Португальська футбольна федерація
Португальська футбольна федерація (порт. Federação Portuguesa de Futebol) — асоціація, що здійснює контроль і управління футболом в Португалії. Штаб-квартира розташована в Лісабоні. ПФФ заснована у 1914 році, член ФІФА з 1923, а УЄФА з 1954 року. Асоціація організовує діяльність та здійснює керування національними збірними з футболу, включаючи головну національну збірну.
Під егідою федерації проводяться змагання у Другому дивізіоні Португалії з футболу, Третьому дивізіоні Португалії з футболу, а також розіграші Кубка Португалії, Суперкубка Португалії та Кубка Португальської ліги.